# Lys Mousset
Lys Émilien Mousset (Montivilliers, 8 febbraio 1996) è un calciatore francese di origini senegalesi, attaccante del Bohemians.

## Caratteristiche tecniche
Una punta dinamica, capace di svariare su tutto il fronte d'attacco. Ama attaccare la profondità, spesso utilizza la sponda come giocata.

## Carriera
Cresciuto nella squadra francese de Le Havre, nella stagione 2016-2017 si unisce alla squadra inglese del Bournemouth con cui colleziona 78 presenze e 23 goal.
Il 21 luglio 2019 firma per il club dello Sheffield United che versa nelle casse del vecchio club 7 milioni di euro. Mette a segno la sua prima rete con le Blades il 21 settembre successivo, in un match contro l'Everton vinto per 2-0. Tuttavia, termina precocemente la sua annata a causa di un infortunio all'alluce, mettendo a segno 6 reti in 30 apparizioni totali in campionato. In due anni e mezzo realizza 29 reti in 78 partite.
Il 31 gennaio 2022, arriva alla Salernitana, in prestito con diritto di riscatto (fissato a 8 milioni di euro) dallo Sheffield United. Esordisce con i granata il successivo 7 febbraio, nel pareggio casalingo contro lo Spezia (2-2). Colleziona 6 presenze con i campani ed a fine stagione non viene riscattato.
Il 15 agosto 2022 si trasferisce a titolo definitivo al Bochum, firmando un contratto biennale da 650mila euro a stagione netti più bonus. Nel gennaio 2023 viene sospeso dalla società a causa di un ritardo a una sessione di allenamento.
Poco dopo, viene ceduto in prestito semestrale al Nîmes, in Ligue 2. Debutta con i francesi l'11 febbraio 2023, in un pareggio esterno contro il Rodez. Il 1º aprile successivo segna la sua prima rete, nel successo 4-0 contro l'Annecy. Termina la propria esperienza francese con 11 presenze e una sola marcatura, senza venire riscattato.
Tornato alla base, viene nuovamente escluso dai piani tecnici del club. Il 9 gennaio 2024 rescinde ufficialmente il proprio contratto con la compagine tedesca.
Dopo più di un anno senza contratto, il 5 febbraio 2025 firma con il Bohemians, club della Premier Division irlandese. Debutta ufficialmente con il club rossonero il 16 febbraio seguente, nel match casalingo contro lo Shamrock Rovers vinto per 1-0.

## Statistiche

### Presenze e reti nei club
Statistiche aggiornate al 16 febbraio 2025.
| Stagione             | Squadra              | Campionato           | Campionato | Campionato | Coppe nazionali | Coppe nazionali | Coppe nazionali | Coppe continentali | Coppe continentali | Coppe continentali | Altre coppe | Altre coppe | Altre coppe | Totale | Totale |
| Stagione             | Squadra              | Comp                 | Pres       | Reti       | Comp            | Pres            | Reti            | Comp               | Pres               | Reti               | Comp        | Pres        | Reti        | Pres   | Reti   |
| -------------------- | -------------------- | -------------------- | ---------- | ---------- | --------------- | --------------- | --------------- | ------------------ | ------------------ | ------------------ | ----------- | ----------- | ----------- | ------ | ------ |
| 2013-2014            | Le Havre             | L2                   | 5          | 0          | CF+CdL          | -               | -               | -                  | -                  | -                  | -           | -           | -           | 5      | 0      |
| 2014-2015            | Le Havre             | L2                   | 1          | 0          | CF+CdL          | 1               | -               | -                  | -                  | -                  | -           | -           | -           | 2      | 0      |
| 2015-2016            | Le Havre             | L2                   | 28         | 14         | CF+CdL          | 0+1             | 0               | -                  | -                  | -                  | -           | -           | -           | 29     | 14     |
| Totale Le Havre      | Totale Le Havre      | Totale Le Havre      | 34         | 14         |                 | 2               | 0               |                    | -                  | -                  |             | -           | -           | 36     | 14     |
| 2016-2017            | Bournemouth          | PL                   | 11         | 0          | FACup+CdL       | 1+2             | 0               | -                  | -                  | -                  | -           | -           | -           | 14     | 0      |
| 2017-2018            | Bournemouth          | PL                   | 23         | 2          | FACup+CdL       | 2+4             | 1+0             | -                  | -                  | -                  | -           | -           | -           | 29     | 3      |
| 2018-2019            | Bournemouth          | PL                   | 24         | 1          | FACup+CdL       | 1+3             | 0+1             | -                  | -                  | -                  | -           | -           | -           | 28     | 2      |
| Totale Bournemouth   | Totale Bournemouth   | Totale Bournemouth   | 58         | 3          |                 | 13              | 2               |                    | -                  | -                  |             | -           | -           | 71     | 5      |
| 2019-2020            | Sheffield Utd        | PL                   | 30         | 6          | FACup+CdL       | 2+1             | 0               | -                  | -                  | -                  | -           | -           | -           | 33     | 6      |
| 2020-2021            | Sheffield Utd        | PL                   | 11         | 0          | FACup           | 2               | 0               | -                  | -                  | -                  | -           | -           | -           | 13     | 0      |
| 2021-gen. 2022       | Sheffield Utd        | FLC                  | 7          | 3          | FACup           | -               | -               | -                  | -                  | -                  | -           | -           | -           | 7      | 3      |
| Totale Sheffield Utd | Totale Sheffield Utd | Totale Sheffield Utd | 48         | 9          |                 | 5               | 0               |                    | -                  | -                  |             | -           | -           | 53     | 9      |
| gen.-giu. 2022       | Salernitana          | A                    | 6          | 0          | CI              | -               | -               | -                  | -                  | -                  | -           | -           | -           | 6      | 0      |
| 2022-gen. 2023       | Bochum               | BL                   | 0          | 0          | CG              | -               | -               | -                  | -                  | -                  | -           | -           | -           | 0      | 0      |
| gen.-giu. 2023       | Nîmes                | L2                   | 11         | 1          | CF+CdL          | -               | -               | -                  | -                  | -                  | -           | -           | -           | 11     | 1      |
| 2025                 | Bohemians            | PD                   | 1          | 0          | FACup+CdL       | 0               | 0               | -                  | -                  | -                  | -           | -           | -           | 1      | 0      |
| Totale carriera      | Totale carriera      | Totale carriera      | 158        | 27         |                 | 20              | 2               | -                  | -                  | -                  | -           | -           | -           | 177    | 29     |